# DoReDoS
DoReDoS ist eine moldauische Musikgruppe aus Rîbnița.
Das Trio wurde 2011 gegründet und besteht aus Marina Djundiet, Eugeniu Andrianov und Sergiu Mita. Alle Mitglieder haben einen Abschluss an der Höheren Musikalischen Akademie der Künste in Chișinău erworben.

## Eurovision Song Contest
Nachdem DoReDoS bereits in den Jahren 2015 und 2016 versucht hatten, Moldau beim Eurovision Song Contest zu vertreten, nahmen sie 2018 am nationalen Vorentscheid O Melodie Pentru Europa 2018 teil, der am 24. Februar 2018 stattfand. Da sie sowohl Juryvoting als auch Televoting für sich entscheiden konnten, gewannen DoReDos den Vorentscheid und vertraten somit Moldau mit ihrem Lied My Lucky Day beim Eurovision Song Contest 2018 in Lissabon. Sie erreichten den zehnten Platz.

## Diskografie
Singles
- 2015: Maricica
- 2016: FunnyFolk
- 2018: My Lucky Day
- 2018: Write Your Number On My Hand
- 2018: Constantine